# John Böttiger
Johan (John) Fredrik Böttiger (25. marts 1853 – 29. februar 1936) var en svensk kunstkender, brodersøn af Carl Wilhelm Böttiger.
Böttiger blev student 1873, dr. phil. 1880. Efter nogle års tjeneste som sekretær ved Nationalmuseets kunstafdeling blev han 1885 intendant for Oscar II's kunstsamlinger, desuden 1892 slotsarkivar, 1904 første hofintendant og 1907 overintendant.
Blandt de kongelige samlinger har Böttiger særlig nedlagt stor omhu på de mange kostbare tapeter. Af hanss mange kunsthistoriske arbejder kan nævnes Hedvig Eleonoras Drottningholm (1889 og 1897), pragtværket Svenska statens samling af väfda tapeter (3 bind 1894-98), Konstsamlingarna på de svenska kungliga slotten (1897-1901).